# 郧阳地区
郧阳地区是1970年到1994年存在于中国湖北省的一个地区，大体上是今天的十堰市。

## 辖地沿革
- 1949年设两郧专区，属陕南行署区领导。两郧专署驻郧阳县，辖郧阳、均县、房县、竹山、竹溪、郧西等6县；
- 1950年两郧专区划回湖北省，改称郧阳专区，郧阳县改为郧县，郧阳专署驻郧县；
- 1952年撤销郧阳专区，原郧阳专区所属各县并入襄阳专区；
- 1965年复设郧阳专区，专署驻郧县；襄阳专区所属郧县、均县（驻丹江镇）、房县、竹山、竹溪、郧西6县划入郧阳专区；
- 1969年设立十堰市，属郧阳专署领导；郧阳专区辖1市、6县；
- 1970年郧阳专区改称郧阳地区，行署驻十堰市，辖十堰市及郧县、房县、竹溪、均县（驻丹江镇）、竹山、郧西等6县；
- 1973年十堰市改由省直辖，郧阳地区辖6县；
- 1976年5月神农架林区改属郧阳地区，1983年8月神农架林区又复属湖北省政府直接管辖。

- 1994年9月29日，原郧阳地区与十堰市地、市合并为新的十堰市至今，代管原省辖县级市：丹江口市；
- 2014年12月17日，郧县改为郧阳区，十堰现辖房县、竹溪、竹山、郧西、丹江口市、张湾区、茅箭区、郧阳区。